# 2WayMirror
2WayMirror (gestileerd in drukletters) is de debuut-ep van de Amerikaanse singer-songwriter Gabbie Hanna en werd onafhankelijk uitgebracht op 31 mei 2019. De extended play debuteerde op plaats 126 in de Billboard 200.

## Achtergrond en promotie
Hanna begon eerst met het project als een single getiteld "Butterflies", voordat het project uiteindelijk een extended play werd. Het eerste nummer dat ze schreef en opnam voor deze ep was "Broken Girls", in december 2018.
Nadat de ep was aangekondigd liet Hanna haar fans kiezen tussen twee albumhoezen. De albumhoes die de meeste stemmen kreeg op Instagram won en werd de officiële albumhoes voor de ep.
Hanna liet oorspronkelijk vallen dat er vijf lieden op de ep zouden verschijnen. "Medicate" was bevestigd als lead single en vier andere nummers werden genoemd: "Butterflies", "Perfect Day (A True Story)", "Pillowcase" en "Broken Girls". Een zesde lied, "Goodbye, for Now", werd gelekt door Hanna's producer. Later bevestigde Hanna dat er dertien nummers op de ep staan, maar dat het nog steeds een ep was en geen volwaardig muziekalbum. Op 12 mei 2019 maakte Hanna bekend dat ze de ep had afgewerkt.

## Compositie
Hanna beschreef 2WayMirror als een perfecte lus, aangezien "I'm Sorry" mooi overvloeit in "She Wrote It About You?". Hierdoor is de cyclus compleet. Andere nummers, zoals de intro "She Wrote It About You?" en het lied "Broken Girls" gaan muzikaal perfect in elkaar over. Hoewel 2WayMirror dertien tracks bevat, bevestigde Hanna opnieuw dat het om een ep gaat, ondanks streamingdiensten die het bestempelen als album. Dit komt door het feit dat de ep zes echte nummers bevat en zeven korte stemopnames.

## Singles en videoclips
"Medicate" was de eerste single en werd op 1 februari 2019 uitgebracht. Op de zelfde dag werd de videoclip gepost, op Hanna's YouTube-kanaal. "Butterflies" werd samen met de ep uitgebracht op 31 mei 2019, eveneens met een muziekvideo op YouTube. Een week later, op 7 juni 2019, werd de videoclip van "Perfect Day (A True Story)" uitgebracht, hoewel het geen single was. Hanna verduidelijkte hierna dat ze voor elk nummer op de ep een videoclip wil uitbrengen. De videoclip van "Pillowcase" werd gereleaset op 17 augustus 2019, vergezeld door de interludia "This Isn't Fun For Me" en "Exhausted". De videoclip voor "Broken Girls", met "Broken Boys", zijn door Hanna bevestigd eraan te komen. Daarnaast heeft Hanna bevestigd dat de muziekvideo voor "Goodbye, For Now", de laatste zal zijn. Hiermee zal de "visuele ep" afgerond zijn.
De nummers op de ep beschrijven de tumultueuze relatie tussen Hanna en een van haar ex-vriendjes. Dit met de uitzondering van "Butterflies", waarin Hanna beschrijft hoe ze romantisch geïnteresseerd was in twee mannen tegelijkertijd. Andere thema's in de ep zijn onder andere depressie en groot verdriet.

## Nummers
Alle nummers geschreven door Gabbie Hanna, Alina Smith en Elli Moore, met de uitzonderingen aangegeven. Alle nummers zijn geproduceerd door Smith en Moore.
| Nr.         | Titel                                  | Duur  |
| ----------- | -------------------------------------- | ----- |
| 1           | "She Wrote It About You?" (intro)      | 0:07  |
| 2           | "Broken Girls"                         | 3:01  |
| 3           | "Broken Boys" (interludium)            | 0:46  |
| 4           | "Butterflies"                          | 3:09  |
| 5           | "It's Not Okay What I Did" (interlude) | 0:21  |
| 6           | "Perfect Day (A True Story)"           | 2:46  |
| 7           | "This Isn't Fun for Me" (interlude)    | 0:02  |
| 8           | "Pillowcase"                           | 2:45  |
| 9           | "Exhausted" (interlude)                | 0:04  |
| 10          | "Medicate"                             | 3:24  |
| 11          | "Chances" (interlude)                  | 0:15  |
| 12          | "Goodbye, for Now"                     | 2:51  |
| 13          | "I'm Sorry" (outro)                    | 0:15  |
| Totale duur | Totale duur                            | 19:46 |

Opmerkingen
- "She Wrote It About You?" is een audiofragment van Spencer Sharp en diens kamergenoten. Hierdoor zijn er geen officiële schrijvers.
- Het tweede deel van "Broken Boys" bevat een ander fragment van dezelfde audio-opname. Hierdoor heeft eveneens het tweede deel geen officiële schrijvers.
- "It's Not Okay What I Did", "This Isn't Fun For Me", "Exhausted", "Chances" en "I'm Sorry" zijn stemopnames van Hanna voor Sharp. Ook hier zijn er dus geen officiële schrijvers.